# Dydnia (gmina)
Dydnia est une commune (gmina) rurale de Pologne, située dans le powiat de Brzozów, dans la voïvodie des Basses-Carpates. Elle a pour chef-lieu le village de Dydnia. Elle compte 8 215 habitants en 2012, pour une superficie de 130,02 km2.
La commune de Dydnia comprend les villages suivants : Dydnia, Grabówka, Jabłonica Ruska, Jabłonka, Końskie, Krzemienna, Krzywe, Niebocko, Niewistka, Obarzym, Temeszów, Ulucz, Witryłów et Wydrna..
Elle est entourée par les communes suivantes : Bircza, Brzozów, Nozdrzec et Sanok.